# Обернбург-ам-Майн
О́бернбург-ам-Майн (нем. Obernburg am Main) — город и городская община в Германии, в земле Бавария. 
Подчинён административному округу Нижняя Франкония. Входит в состав района Мильтенберг.  Население составляет 8544 человека (на 31 декабря 2010 года). Занимает площадь 24,83 км². Официальный код  —  09 6 76 145.
Городская община подразделяется на 2 городских района.

## Население

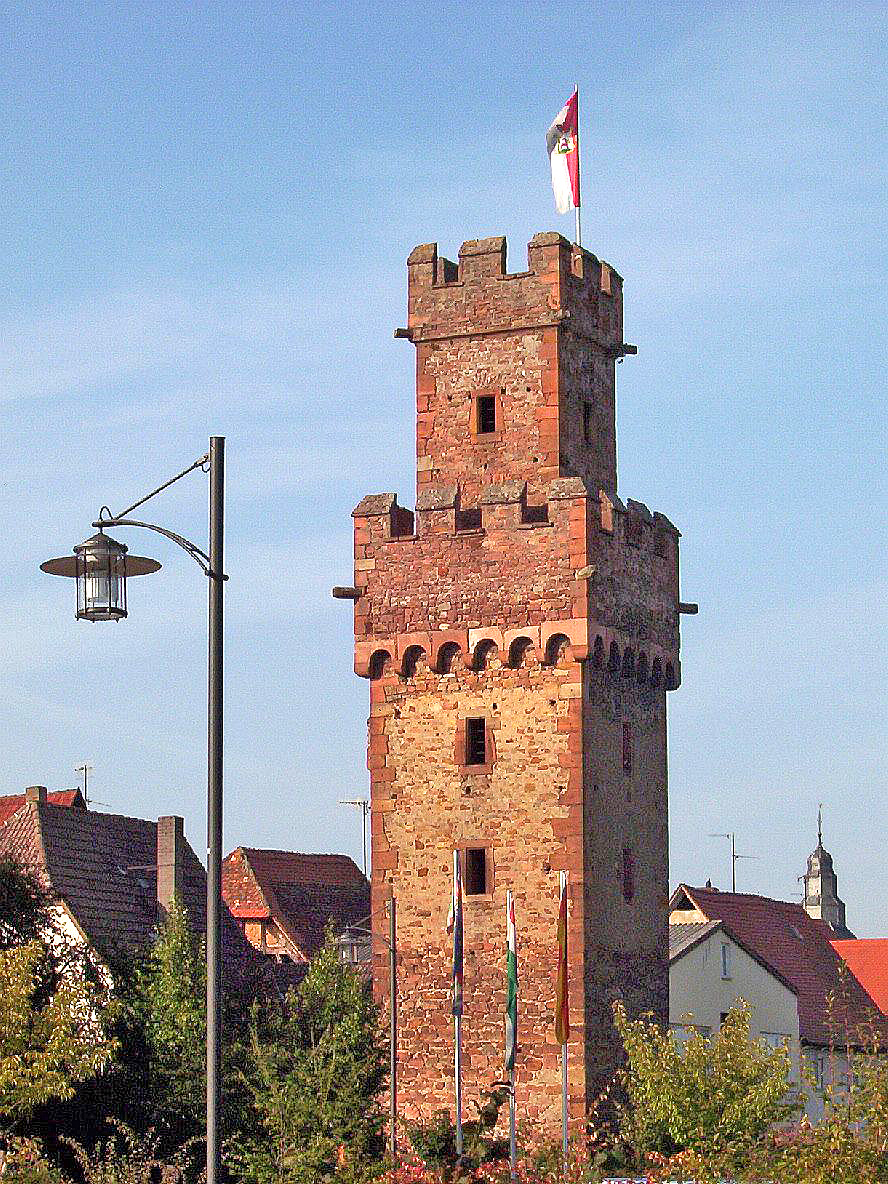
Обернбург-ам-Майн

По оценке на 31 декабря 2015 года население общины Обернбург-ам-Майн составляет 8477 чел. 

| Дата      | 1840 | 1871 | 1900 | 1925 | 1939 | 1950 | 1961 | 1970 | 1987 | 2011 |
| --------- | ---- | ---- | ---- | ---- | ---- | ---- | ---- | ---- | ---- | ---- |
| Население | 2534 | 2454 | 2568 | 2992 | 3651 | 4899 | 5209 | 6124 | 7405 | 8571 |

| Год       | 1960 | 1970 | 1980 | 1990 | 2000 | 2009 | 2010 | 2011 | 2012 | 2013 | 2014 | 2015 |
| --------- | ---- | ---- | ---- | ---- | ---- | ---- | ---- | ---- | ---- | ---- | ---- | ---- |
| Население | 5293 | 6181 | 6985 | 7903 | 8733 | 8598 | 8544 | 8543 | 8466 | 8458 | 8475 | 8477 |